# Burgruine Blochmont
Die Burgruine Blochmont oder Burg Blochmont, franz. Château du Blochmont ist eine Ruine einer Höhenburg bei Kiffis im elsässischen Jura rund einen Kilometer vom französisch-schweizerischen Grenzgebietes entfernt. Die Burgruine liegt wenige hundert Meter von der Passhöhe des Blochmont-Passes auf einer bewaldeten Bergkuppe auf 692 m Höhe.

## Geschichte
Die Ersterwähnung der Burg Blochmont war 1271, als Ulrich von Ferrette diese als Lehen vom Basler Bischof erhielt. Der Besitz ging 1282 an die Familie von Eptingen. Diese hielten die Burg in den nächsten Jahrhunderten. Vermutlich wurde die Burg 1356 während des Basler Erdbebens beschädigt. Mitte des 15. Jahrhunderts griff Hermann von Eptingen im St. Jakoberkrieg die Stadt Basel an, was als Gegenreaktion zu einer Belagerung der Burg Blochmont führte. Diese wurde am 30. April 1449 von 40 von Basel entsandten Söldnern eingenommen, die Vorburg angezündet, sechs Mann getötet, zehn Pferde entwendet und damit endgültig zerstört. Die Ökonomiegebäude der Burg wurde von den Eptingern wieder errichtet und bis 1529 behalten, bis sie an die Habsburger verkauft wurde. Bis 1545 war die Burg noch bewohnt, seit 1551 wird sie als Ruine bezeichnet.

## Beschreibung
Die ehemalige Burg lag auf einer felsigen, kegelförmigen Felskuppe, die von einem tiefen Ringgräben umgeben war. Der Grundriss war unregelmäßig. Ein Bergfried mit abgerundeten Kanten befand sich auf der Westflanke, wo sich auch die Hauptburg befand. Die terrassenförmig angeordneten Bauteile senkten sich nach Osten hin, wo sich auch das Herrenhaus und die Unterburg befand. Auf einer tieferen Ebene befand sich eine zwei Meter hohe Mauer aus unregelmäßigen Bruchsteinen. Überreste der Anlage sind bis heute schwach erhalten. Einige Terrassen deuten darauf hin, dass sich noch weitere Gebäude befanden. Es wird noch ein weiterer Turm vermutet. Der Zugang zum Ringwall erfolgte von Osten, der zur eigentlichen Burganlage von nördlicher Richtung.